# كنوت هيل
كنوت هيل (بالنرويجية البوكمول: Knut Helle)‏ هو بروفيسور ومؤرخ نرويجي، ولد في 19 ديسمبر 1930 في لارفيك في النرويج، وتوفي في 27 يونيو 2015 في برغن في النرويج.